# Hannah Schmid-Petri
Hannah Schmid-Petri (* 1980) ist eine deutsche Medienwissenschaftlerin.

## Leben
Von 2000 bis 2005 studierte sie Medienmanagement (Angewandte Medienwissenschaft) am Institut für Journalistik und Kommunikationsforschung Hannover. Nach der Promotion 2011 an der Hochschule für Musik, Theater und Medien Hannover arbeitete sie als Oberassistentin am Institut für Kommunikations- und Medienwissenschaft der Universität Bern. Seit August 2017 ist sie Inhaberin des Lehrstuhls für Wissenschaftskommunikation an der Universität Passau.
Ihre Forschungsschwerpunkte und -interessen sind Wissenschaftskommunikation online und offline (v. a. Klimawandelkommunikation, Politisierung von Wissenschaft), politische Kommunikation online und offline (v. a. das Zusammenspiel von Medien und politischen Akteuren), digitale Öffentlichkeiten, Online-Hyperlink-Netzwerke, soziale Netzwerkanalyse und Computational Social Science, automatisierte Textanalyse.

## Auszeichnungen
- 2022: Pro meritis scientiae et Litterarum[1]